# Flexbourg
Flexbourg település Franciaországban, Bas-Rhin megyében. Lakosainak száma 481 fő (2022. január 1.). Flexbourg Still, Balbronn, Bergbieten és Dinsheim-sur-Bruche községekkel határos.

## Népesség
A település népességének változása:
| Lakosok száma | 490  | 472  | 475  | 457  | 466  | 474  | 483  | 483  | 481  |
|               | 2013 | 2015 | 2016 | 2017 | 2018 | 2019 | 2020 | 2021 | 2022 |